# روجر رينديركنيخت
روجر ريندركني (ولد في 4 مايو 1981) هو لاعب سباق دراجات سويسري يمثل سويسرا في سباق الدراجات الجبلية . 
تم اختياره لتمثيل سويسرا في دورة الألعاب الأولمبية الصيفية لعام 2012 للرجال حيث وصل إلى نصف النهائي.
و سبق له أن وصل إلى نصف النهائي في دورة الألعاب الأولمبية الصيفية لعام 2008 . [بحاجة لمصدر]

## روابط خارجية
- روجر رينديركنيخت على موقع أرشيف الدراجات (الإنجليزية)
- روجر رينديركنيخت على موقع أوليمبيديا (الإنجليزية)